# Exoprosopa apiformis
Exoprosopa apiformis är en tvåvingeart som beskrevs av Hesse 1956. Exoprosopa apiformis ingår i släktet Exoprosopa och familjen svävflugor. Inga underarter finns listade i Catalogue of Life.